# Герресхайм, Анна
Анна Луиза Адольфина Эдуардина Герресхайм (нем. Anna Louise Adolphine Eduardine Gerresheim; 8 марта 1852, Рибнитц, Рибниц-Дамгартен — 1 декабря 1921, Аренсхоп) — немецкая художница.

## Биография
Анна Герресхайм родилась в Рибнитце в 1852 году. Она была третьей из восьми детей, родившихся в семье Эдуарда Адольфа Герресхайма, члена городского совета Рибница, и его жены Доротеи Генриетты.
Желание стать художницей появилось рано. Поскольку в то время женщины не допускались в художественные академии, родители позволили ей в 1874 году посещать художественную школу Августа Тома Дика (1831—1893) в Дрездене. После смерти отца в 1876 году Герресхайм провела четыре года в Берлине в Прусской академии искусств, обучаясь в «дамском классе» Карла Гуссова. В 1880 году Герресхайм посетила колонию художников в датском Хорнбеке. В 1882 году она провела три месяца в Лондоне и Уэльсе, где выполнила несколько портретных заказов. В 1883 году Герресхайм провела три месяца в Париже, где училась у Эмиля Огюста Каролюса-Дюрана (1837—1917) и Жан-Жака Эннера (1829—1905). В 1884 году Герресхайм стала членом Берлинской ассоциации женщин-художников. 
В 1885 году она впервые посетила Аренсхооп, а в 1892 году вместе со своей сестрой Бертой (1846—1916) построила дом в деревне. В 1906 году к ним присоединилась её сестра Августа (1838—1908), которая, как и Берта, тоже была художницей. Ни одна из трёх сестёр не была замужем, и ни Берта, ни Августа Герресхайм не достигли известности своей младшей сестры.
Анна Герресхайм умерла в их доме в Аренсхоопе и была похоронена на «Schifferfriedhof» (шкиперском кладбище) в деревне.

## Галерея

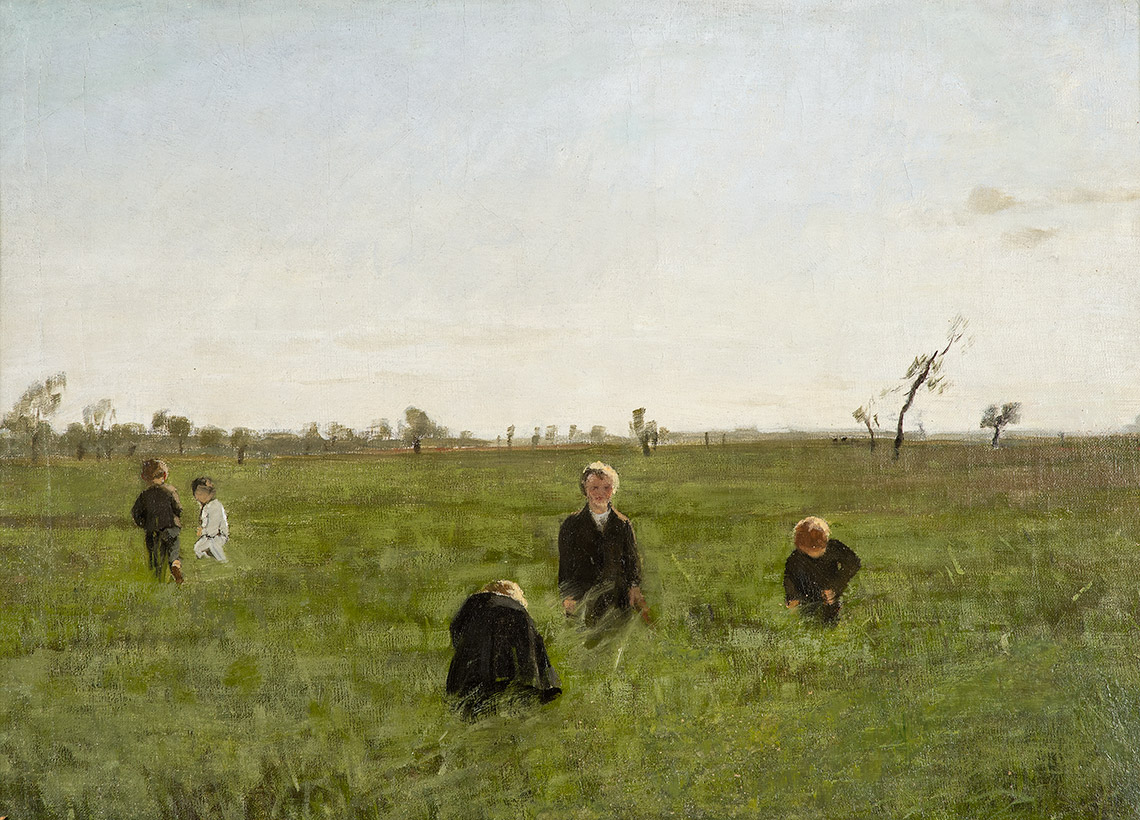
Дети играют на лугу в Боддене, ок. 1895 года
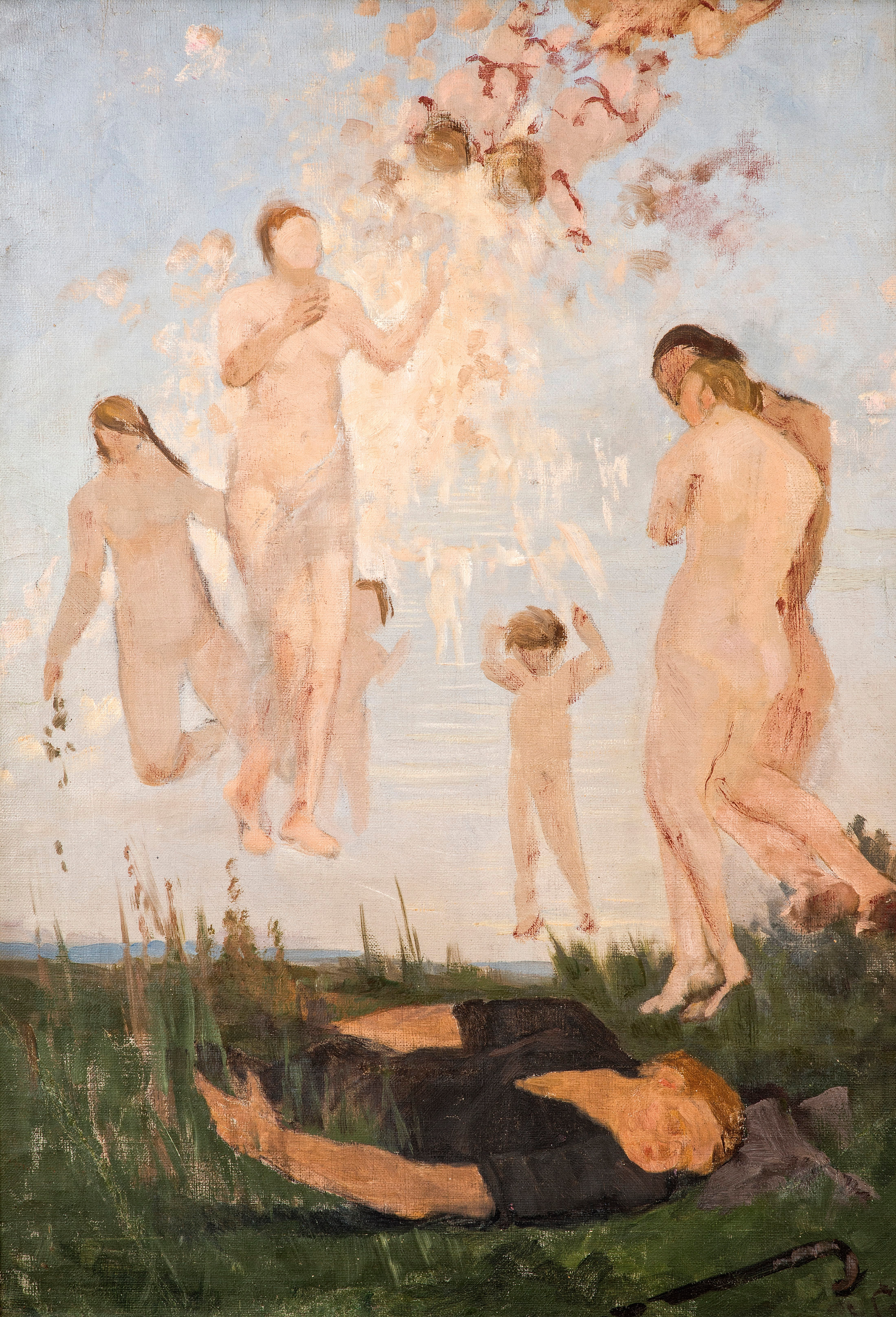
Иаков видит во сне небесную лестницу, ок. 1895 года
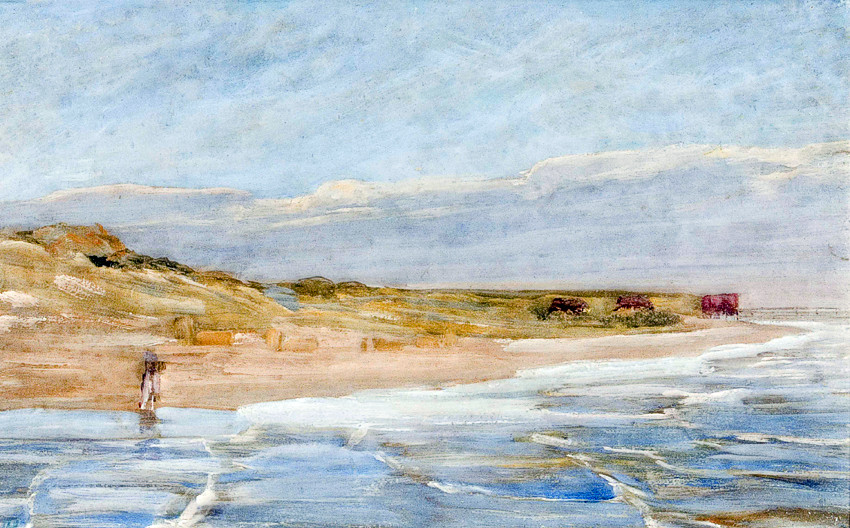
Берег в утреннем свете
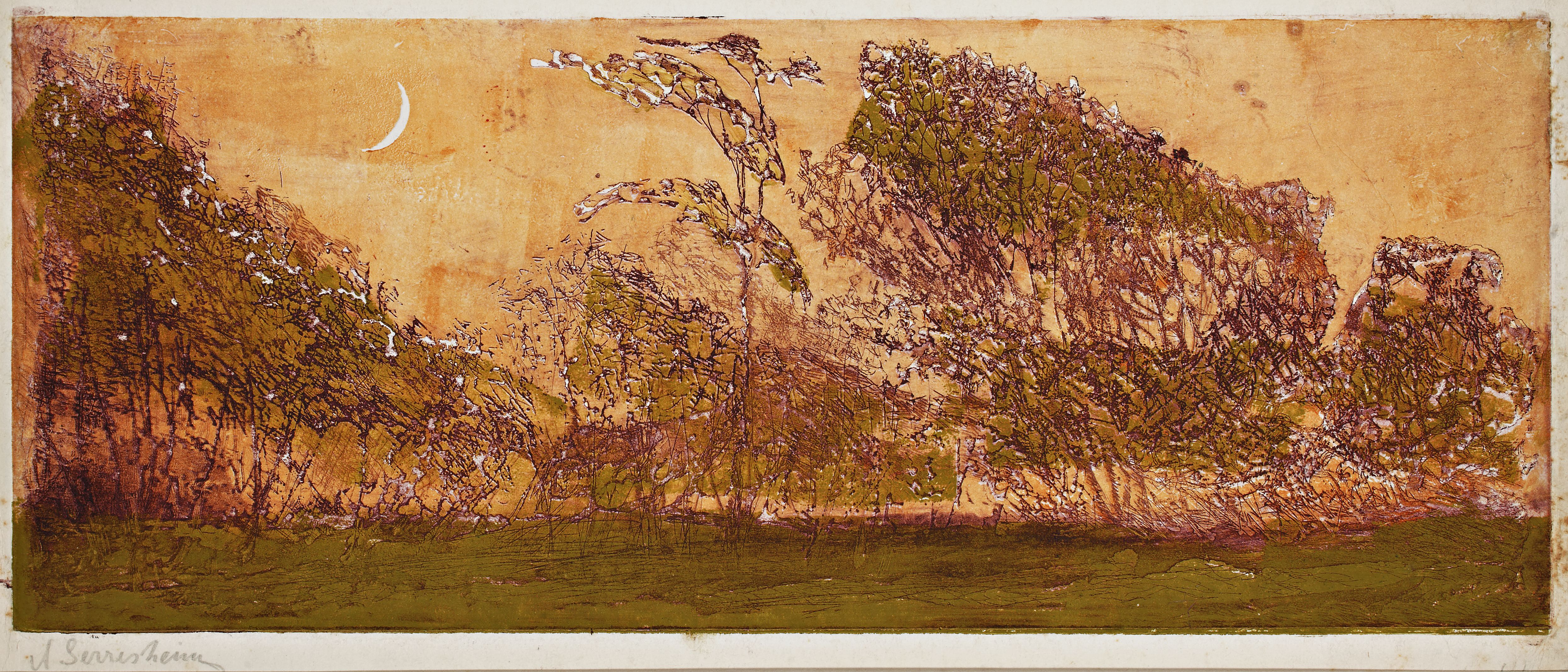
Mond über Buschgehölz, 1903
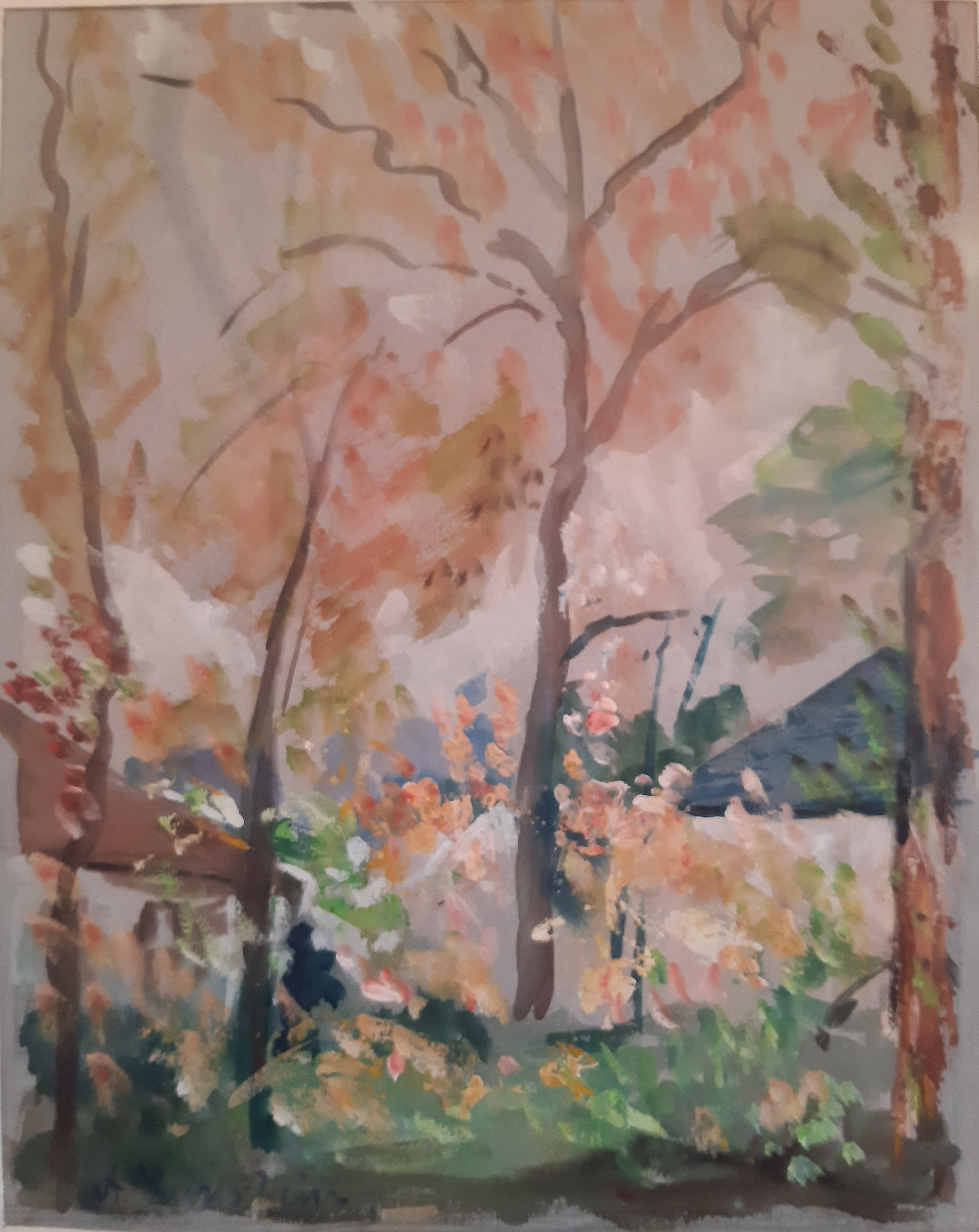
Осень